# 若狹本鄉站

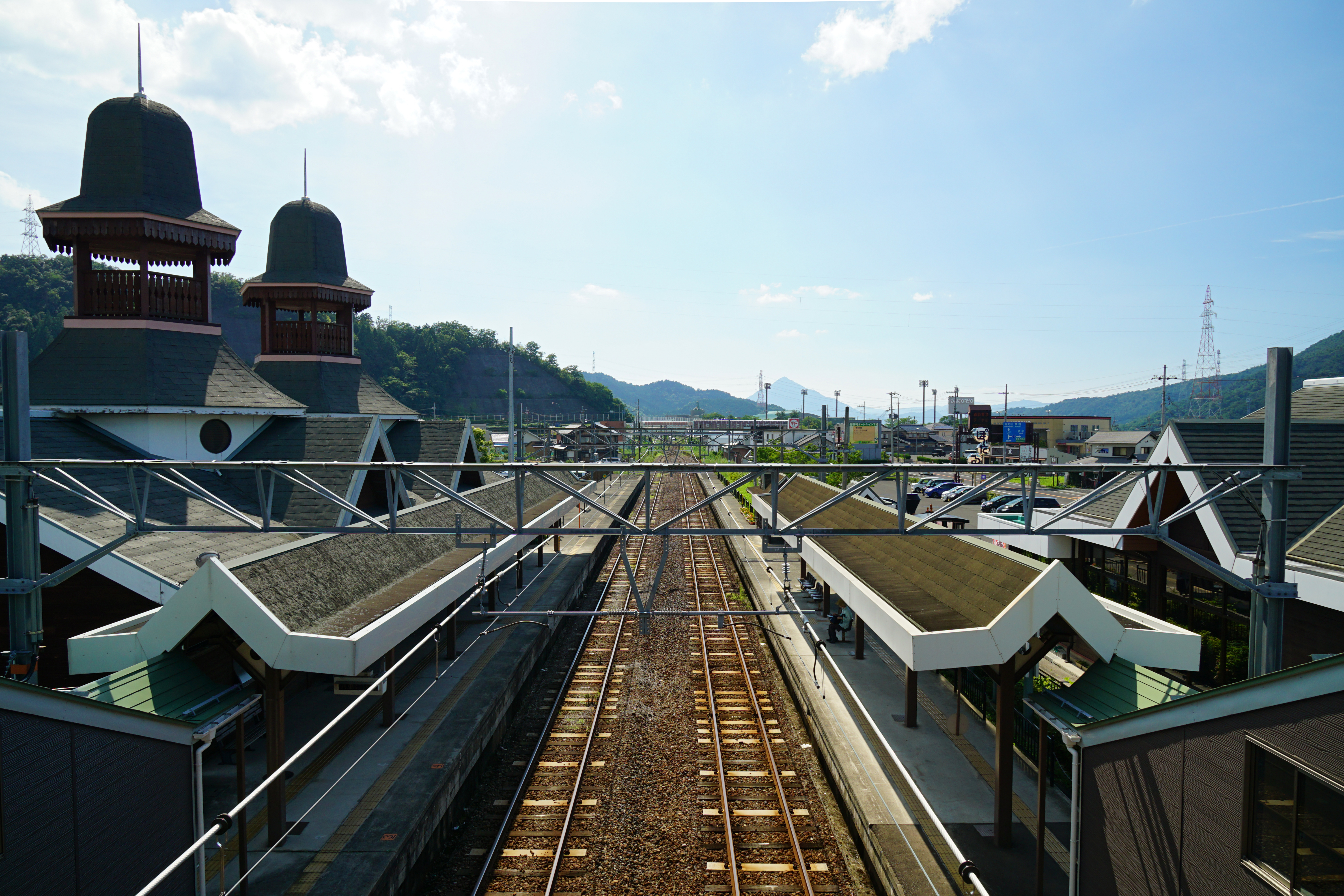
月台

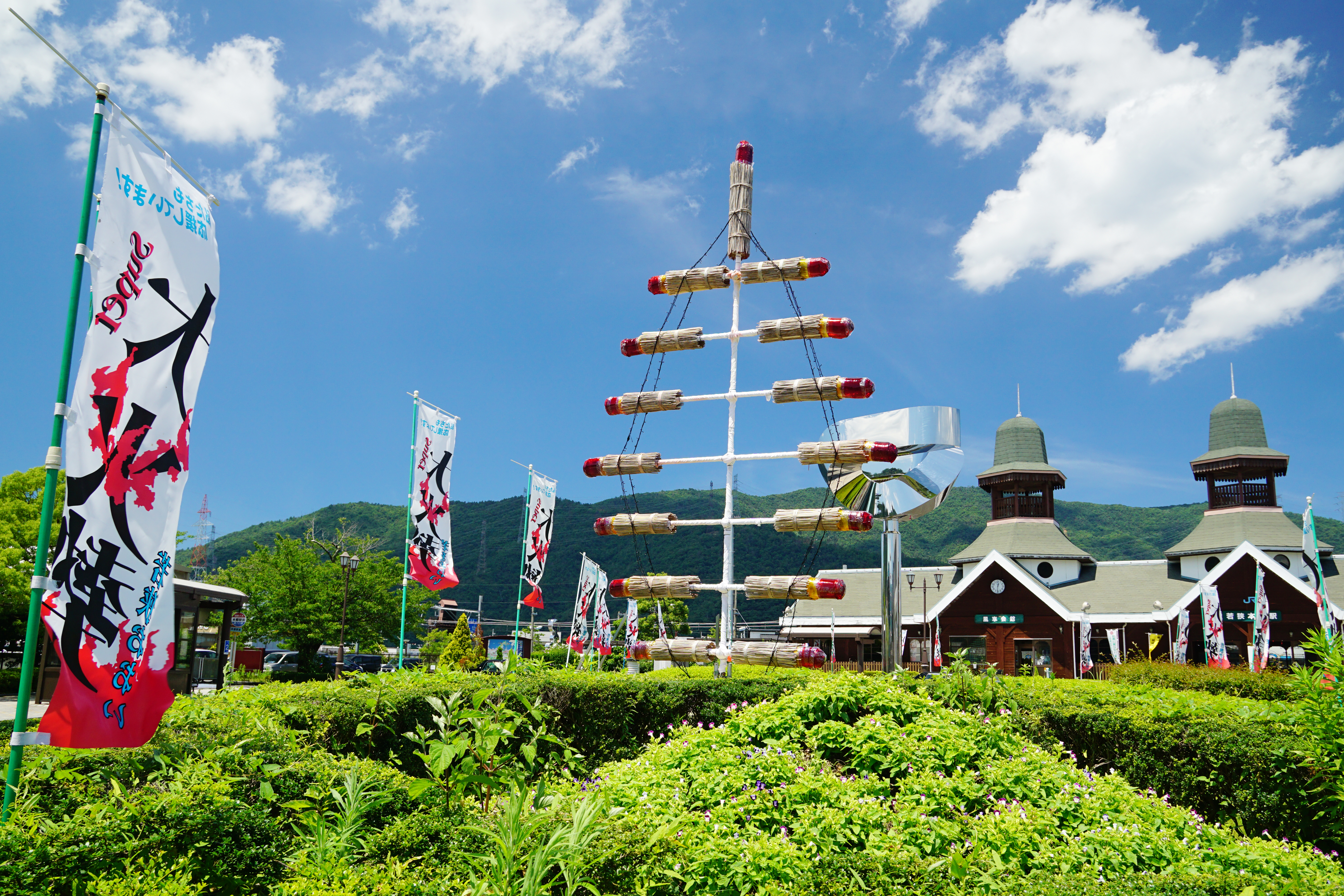
站前的紀念碑

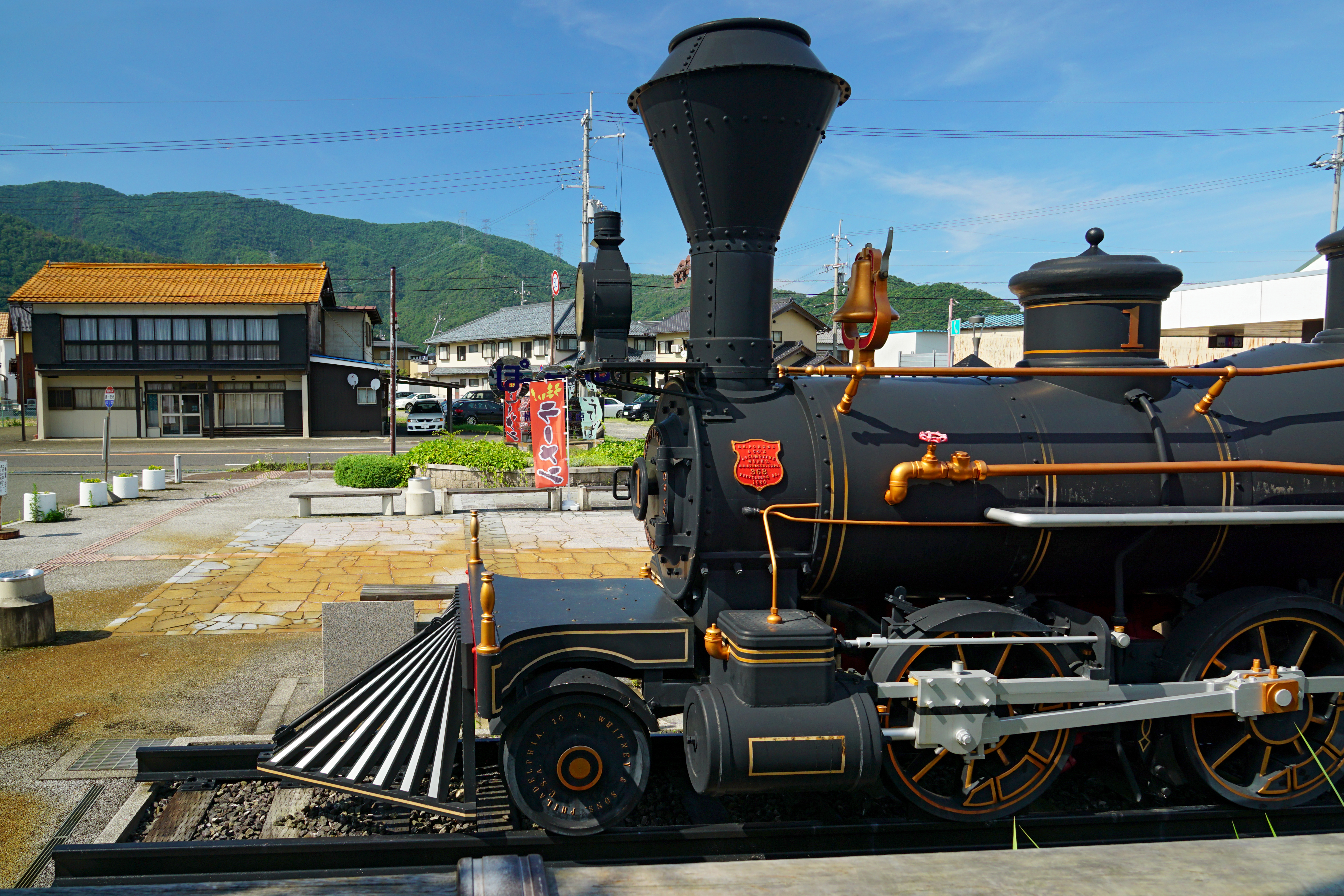
於站前設置的義經號複制品

若狹本鄉站（日语：／ Wakasa-Hongō eki */?）是位於福井縣大飯郡大飯町本鄉153番1號，西日本旅客鐵道（JR西日本）的小濱線車站。
此站被選為中部車站百選之一。

## 歷史
- 1921年（大正10年）4月3日 - 小濱線小濱站至若狹高濱站之間開通，此站啟用。為旅客和貨運車站。
- 1973年（昭和48年）3月15日 - 結束貨物起卸業務。
- 1987年（昭和62年）4月1日 - 伴隨國鐵分割民營化，車站由西日本旅客鐵道（JR西日本）營運。

## 車站構造
車站是一座地面車站，設有2面2線的相對式月台，可進行列車交會。車站大樓位於2號月台（上行月台）側，大樓對面為1號月台（下行月台），兩月台之間設有跨線橋連接。車站兩端設有Y字形轉轍器，列車進站時使用左邊月台。
此站是唯一位於大飯郡大飯町的車站。
此站是由敦賀地域鐵道部管理的簡易委託車站，委托了大飯町觀光協會負責車站業務。此站設有綠色窗口。在1990年舉行國際花與綠博覽會（花博）中展示的「風車車站」遷移至此站，並成為車站大樓。該大樓稱為「風車會館」。

### 月台
| 月台 | 路線    | 上下行 | 方向           |
| ---- | ------- | ------ | -------------- |
| 1    | ■小濱線 | 下行   | 小濱、敦賀方向 |
| 2    | ■小濱線 | 上行   | 東舞鶴方向     |

- 主要在星期日、假日運行的臨時快速停靠此站。
- 若使用鐵路前往京阪神、中京、東京方向，途經東舞鶴站的特急「舞鶴」會快於途經敦賀站。
- 此站設有進站音樂，下行月台採用「村之鍛冶屋」，上行月台採用「安妮·羅利」。

## 使用狀況
根據「福井縣統計年鑑」，在2018年（平成30年）度1日平均乘車人次為297人。
以下各為年度1日平均乘車人次列表：
| 年度               | 非定期票乘客 | 定期票乘客 | 合計 |
| ------------------ | ------------ | ---------- | ---- |
| 1997年（平成09年） | 145          | 328        | 473  |
| 1998年（平成10年） | 144          | 328        | 472  |
| 1999年（平成11年） | 137          | 317        | 454  |
| 2000年（平成12年） | 121          | 334        | 455  |
| 2001年（平成13年） | 117          | 342        | 459  |
| 2002年（平成14年） | 119          | 353        | 472  |
| 2003年（平成15年） | 102          | 338        | 440  |
| 2004年（平成16年） | 90           | 313        | 403  |
| 2005年（平成17年） | 91           | 282        | 373  |
| 2006年（平成18年） | 90           | 289        | 379  |
| 2007年（平成19年） | 88           | 286        | 374  |
| 2008年（平成20年） | 91           | 256        | 347  |
| 2009年（平成21年） | 94           | 240        | 333  |
| 2010年（平成22年） | 88           | 248        | 336  |
| 2011年（平成23年） | 81           | 259        | 340  |
| 2012年（平成24年） | 80           | 264        | 344  |
| 2013年（平成25年） | 87           | 274        | 361  |
| 2014年（平成26年） | 74           | 259        | 333  |
| 2015年（平成27年） | 83           | 246        | 329  |
| 2016年（平成28年） | 74           | 239        | 313  |
| 2017年（平成29年） | 76           | 223        | 299  |
| 2018年（平成30年） | 73           | 223        | 297  |

## 車站周邊
- 大飯町公所
- 若狹消防署大飯分署
- 大飯郵局
- 新金 大飯分店
- 福井縣農業協同組合（日语：福井県農業協同組合）大飯分店
- 若州一滴文庫（日语：若州一滴文庫）
- 大飯町綜合運動公園Play Park大飯
- 青戶大橋（日语：青戸の大橋） - 東邊約500米。為連接大島半島（日语：大島半島 (福井県)）的海上橋。
- 海皮亞大飯（日语：うみんぴあ大飯） - 東邊約1公里。道之驛和港口綠州（日语：みなとオアシス）。
- 日枝神社
- 慈眼院
- 國道27號
- 福井縣道·京都府道1號小濱綾部線（日语：福井県道・京都府道1号小浜綾部線）
- 大飯核電廠：車程約10公里，直線距約7公里

## 巴士路線
本鄉站前巴士站 - 位於站前迴旋路內
- 福井鐵道（福鐵巴士） - 本鄉線、大島線

## 相鄰車站
西日本旅客鐵道（JR西日本）
■小濱線
若狹和田－若狹本鄉－加斗

## 注腳
1. ↑  観光マップ【観光案内】 （页面存档备份，存于） - 大飯町觀光協會
2. ↑  福井県統計年鑑 （页面存档备份，存于）（日語）
3. ↑   (PDF). 福井県.   [2020-05-10]. （原始内容存档 (PDF)于2021-11-03） （日语）.

## 外部連結
- 若狹本鄉｜車站資訊：JR出門網 - 西日本旅客鐵道（日語）